# Tren Mazatlán-Los Mochis
El Tren Mazatlán-Los Mochis es un proyecto de tren de pasajeros que conectará la ciudad y puerto de Mazatlán, en el municipio homónimo, con la ciudad de Los Mochis, del municipio de Ahome, en Sinaloa, pasando por la ciudad de Culiacán. Fue anunciado por la presidenta Claudia Sheinbaum el 28 de noviembre de 2024, como parte de los planes nacionales de infraestructura ferroviaria del 2018 al 2050.
En noviembre de 2024 se iniciaron los estudios de derecho de vía. El 30 de julio de 2025 se abre la convocatoria para el inicio de la licitación del proyecto, por lo que se espera que el fallo y el inicio de levantamiento sea en septiembre de 2025. Se planea que el proyecto esté en funcionamiento entre 2027 y 2029.

## Historia

### Antecedentes
Los antecedentes más antiguos de este ferrocarril se remontan a las concesiones que otorgó el gobierno del presidente Porfirio Díaz para la construcción del Ferrocarril Central Mexicano, que tenía un capital mixto: estadounidense y mexicano. Por la parte estadounidense, el capital provenía de la compañía Achison, Topeka, Santa Fe, mientras que por México provenía del gobierno federal. La concesión base permitía construir una línea entre la Ciudad de México y Ciudad Juárez, inaugurada en 1884, a la cual se le agregó un ramal en 1888 al Océano Pacífico pasando por las ciudades de Guadalajara y Nogales
En 1908, al final del gobierno porfirista, se crea la compañía gubernamental Ferrocarriles Nacionales de México, que constituye la primera nacionalización de los ferrocarriles por su valor estratégico. Esta primera operación se logra al expropiar y fusionar las compañías Central, el Nacional y el Internacional, junto con otras compañías menores con lo cual, se logran 11,117 kilómetros de vías férreas nacionalizadas. Entre 1910 y 1929, el estado de esas líneas era incierto, ya que cayeron en manos de los diferentes grupos que combatieron durante la Revolución Mexicana.
El 23 de junio de 1937, el expresidente Lázaro Cárdenas decretó la nacionalización de la empresa Ferrocarriles Nacionales de México, así nacionalizando muchas linas de trenes, incluyendo las líneas A y B.

### El Costeño
El Costeño, también conocido como El Bala, fue un tren de pasajeros que brindaba servicio entre la Guadalajara, Jalisco hasta Heroica Nogales pasando por los municipios de Sinaloa . El tren fue inaugurado en 1950, operado en sus inicios por la empresa Southern Pacific Railroad, para después pasar al Ferrocarril del Pacífico, más tarde en 1987 fue operado por  Ferrocarriles Nacionales de México.
El Costeño, identificado con los números 1 y 2, salía todos los días de la semana desde Guadalajara a las 8:00 de la mañana y llegaba a Nogales a las 9:40 de la noche del día siguiente. El recorrido completo duraba casi 26 horas. Curiosamente, el tren también fue apodado “La Bala”, aunque de forma irónica, ya que realizaba escalas en todas las localidades urbanas y rurales a lo largo de la ruta. Esto contrastaba con su contraparte, el Ferrocarril El Burro, que sí evitaba dichas paradas.

### Privatización
Entre 1996 a 1997, el presidente Ernesto Zedillo, desincorporo del estado a la empresa paraestatal Ferrocarriles Nacionales de México y se dan por finalizadas las operaciones de transporte de pasajeros en todo el país.
Tras ser de nuevo privatizada la red ferrocarrilera en 1997, Ferromex decidió finalizar la ruta El Costeño de forma idefinida.

### Reanuración
El 20 de noviembre de 2023 el gobierno de Andrés Manuel López Obrador (AMLO) anuncia decreto para reactivar siete rutas de trenes de pasajeros. Entre las que se encuentra la de Ciudad de México-Querétaro–Guadalajara–Tepic–Mazatlán–Nogales. 

### Propuesta formal
El 30 de julio de 2025 secomienza la convocatoria para el inicio de la licitación del proyecto. El proyecto seguirá la ruta, similar al antiguo tren El Costeño y esté en funcionamiento entre 2027 y 2029.